# Неполоковецька селищна рада
Неполокове́цька се́лищна ра́да — адміністративно-територіальна одиниця та орган місцевого самоврядування в Кіцманському районі Чернівецької області. Адміністративний центр — селище міського типу Неполоківці.

## Загальні відомості
- Населення ради: 3 420 осіб (станом на 2001 рік)

## Населені пункти
Селищній раді підпорядковані населені пункти:
- смт Неполоківці
- с. П'ядиківці

## Склад ради
Рада складається з 30 депутатів та голови.
- Голова ради: Віксіч Уляна Романівна
- Секретар ради: Котирло Світлана Дмитрівна

### Керівний склад попередніх скликань
| Прізвище, ім'я, по батькові | Основні відомості                                                                                       | Дата обрання | Дата звільнення |
| --------------------------- | --- | ------------ | --------------- |
| Панчук Андрій Мафтейович    | Селищний голова, 1955 року народження, освіта середня спеціальна                                        | 26.03.2006   | 31.10.2010      |
| Панчук Андрій Мафтейович    | Селищний голова, 1955 року народження, освіта середня спеціальна, член політичної партії «Наша Україна» | 31.10.2010   |                 |

Примітка: таблиця складена за даними сайту Верховної Ради України

### Депутати
За результатами місцевих виборів 2010 року депутатами ради стали:

#### За суб'єктами висування
| Суб'єкт висування | Кількість обраних депутатів | %   |
| ----------------- | --------------------------- | --- |
| Самовисування     | 30                          | 100 |

#### За округами
| № округу | Прізвище, ім'я, по батькові      | Дата визнання обраним | Освіта             | Партійна приналежність                           | Відомості про обраного депутата                            |
| -------- | -------------------------------- | --------------------- | ------------------ | ------------------------------------------------ | ---------------------------------------------------------- |
| 1        | Стефанишин Петро Миколайович     | 05.11.2010            | вища               | позапартійний                                    | пенсіонер                                                  |
| 2        | Палагнюк Роман Миколайович       | 05.11.2010            | незакінчена вища   | позапартійний                                    | студент                                                    |
| 3        | Федорчук Світлана Омельянівна    | 05.11.2010            | середня спеціальна | позапартійна                                     | ВПЗ смт. Неполоківці, начальник                            |
| 4        | Вакарюк Наталія Василівна        | 05.11.2010            | середня спеціальна | член Української республіканської партії «Собор» | приватне підприємство                                      |
| 5        | Киюк Олег Мафтейович             | 05.11.2010            | середня            | позапартійний                                    | приватне підприємство                                      |
| 6        | Липкан Сергій Євгенович          | 05.11.2010            | середня            | член Політичної партії «Наша Україна»            | Неполоков. ДНЗ, операторкотельні                           |
| 7        | Зеліско Наталія Миколаївна       | 05.11.2010            | незакінчена вища   | член Політичної партії «Наша Україна»            | Кіцманський УПСЗН, соц.працівник                           |
| 8        | Вакарюк Людмила Ярославівна      | 05.11.2010            | вища               | член Української республіканської партії «Собор» | приватне підприємство, продавець                           |
| 9        | Павлюк Дарія Степанівна          | 05.11.2010            | середня            | член Всеукраїнського об'єднання «Батьківщина»    | ДП Непололковецький КХП, ст..майстер                       |
| 10       | Федоров Юрій Олександрович       | 05.11.2010            | вища               | позапартійний                                    | ДК у Кіцманському районі, гол.казначей відділу             |
| 11       | Николайчук Євгенія Павлівна      | 05.11.2010            | незакінчена вища   | позапартійна                                     | студентка                                                  |
| 12       | Сойко Марія Іванівна             | 05.11.2010            | вища               | позапартійна                                     | Неполоков. ДНЗ, вихователь                                 |
| 13       | Александрюк Дарія Мафтеївна      | 05.11.2010            | середня            | позапартійна                                     | Неполоков.комунгосп, директор                              |
| 14       | Адамюк Марія Степанівна          | 05.11.2010            | середня спеціальна | член Всеукраїнського об'єднання «Батьківщина»    | Неполоков.с/рада, бухгалтер                                |
| 15       | Боднар Наталя Ярославівна        | 26.12.2010            | середня спеціальна | позапартійна                                     | Неполоківецька міська поліклініка, лаборант                |
| 16       | Дикун Вадим Іванович             | 05.11.2010            | незакінчена вища   | позапартійний                                    | ЧНУ, охоронець                                             |
| 17       | Ядернюк Олена Василівна          | 05.11.2010            | вища               | позапартійна                                     | Неполоков ДНЗ, оператор котельні                           |
| 18       | Фурман Василь Васильович         | 05.11.2010            | середня            | член Всеукраїнського об'єднання «Батьківщина»    | тимчасово не працює                                        |
| 19       | Ковальчук Анатолій Іванович      | 26.12.2010            | середня спеціальна | позапартійний                                    | Шепепівська реавбаза хлібопродуктів, зам. голови правління |
| 20       | Котирло Світлана Дмитрівна       | 05.11.2010            | вища               | позапартійна                                     | Неполоков. с/рада, секретар                                |
| 21       | Фрімет Анатолій Мішулімович      | 05.11.2010            | вища               | позапартійний                                    | тимчасово не працює                                        |
| 22       | Гринчук Тамара Дмитрівна         | 05.11.2010            | вища               | позапартійна                                     | приватне підприємство                                      |
| 23       | Козачук Михайло Григорович       | 05.11.2010            | середня            | позапартійний                                    | ДП Неполоковецький КХП, зав.склад                          |
| 24       | Костащук Тетяна Іванівна         | 05.11.2010            | середня спеціальна | позапартійна                                     | тимчасово не працює                                        |
| 25       | Ілюк Валентина Гнатівна          | 05.11.2010            | вища               | позапартійна                                     | тимчасово не працює                                        |
| 26       | Цуркан Василь Васильович         | 05.11.2010            | середня            | член Партії регіонів                             | ПФ у Кіцманськ. районі, завгосп                            |
| 27       | Адамюк Олеся Кирилівна           | 05.11.2010            | вища               | позапартійна                                     | ДП НеполоковКХП, менеджЗ постачання                        |
| 28       | Пріньковська Стефанія Онуфріївна | 05.11.2010            | середня спеціальна | позапартійна                                     | Неполоковміськаполіклін, завгосп                           |
| 29       | Арич Ірина Володимирівна         | 05.11.2010            | незакінчена вища   | позапартійна                                     | ЧНУ, студентка                                             |
| 30       | Боднар Іван Григорович           | 05.11.2010            | середня            | член Партії «Справедливість»                     | Ст. Чернівці, нач. ПТО                                     |